# U-546
| U-546                      | U-546                                                                      | U-546                                                                      |
| -------------------------- | -------------------------------------------------------------------------- | -------------------------------------------------------------------------- |
|                            |                                                                            |                                                                            |
|                            |                                                                            |                                                                            |
|                            |                                                                            |                                                                            |
| Під прапором               | Третій рейх                                                                | Третій рейх                                                                |
| Спуск на воду              | 17 березня 1943 року                                                       | 17 березня 1943 року                                                       |
| Виведений зі складу флоту  | 24 квітня 1945 року                                                        | 24 квітня 1945 року                                                        |
| Сучасний статус            | затоплений                                                                 | затоплений                                                                 |
| Проєкт                     |                                                                            |                                                                            |
| Тип ПЧ                     | Дизельний підводний човен                                                  | Дизельний підводний човен                                                  |
| Основні характеристики     |                                                                            |                                                                            |
| Швидкість (надводна)       | 19 вузлів                                                                  | 19 вузлів                                                                  |
| Швидкість (підводна)       | 7,3 вузлів                                                                 | 7,3 вузлів                                                                 |
| Гранична глибина занурення | 230 м                                                                      | 230 м                                                                      |
| Екіпаж                     | 48 особи                                                                   | 48 особи                                                                   |
| Розміри                    |                                                                            |                                                                            |
| Довжина найбільша (по КВЛ) | 76,8 м                                                                     | 76,8 м                                                                     |
| Ширина корпусу найб.       | 6,9 м                                                                      | 6,9 м                                                                      |
| Висота                     | 9,6м                                                                       | 9,6м                                                                       |
| Середня осадка (по КВЛ)    | 4,7 м                                                                      | 4,7 м                                                                      |
| Водотоннажність надводна   | 1144 т                                                                     | 1144 т                                                                     |
| Озброєння                  |                                                                            |                                                                            |
| Артилерія                  | 1 × 88-мм палубна гармата SK C/32                                          | 1 × 88-мм палубна гармата SK C/32                                          |
| Торпедно- мінне озброєння  | 4 носових і два кормових ТА. 22 торпеди або 44 міни TMA чи 66 TMB          | 4 носових і два кормових ТА. 22 торпеди або 44 міни TMA чи 66 TMB          |
| ППО                        | 1 × 37-мм зенітна гармата SKC/30 2 (1 × 2) × 20-мм зенітні гармати FlaK 30 | 1 × 37-мм зенітна гармата SKC/30 2 (1 × 2) × 20-мм зенітні гармати FlaK 30 |

U-546 — німецький підводний човен типу IXC/40, часів  Другої світової війни.
Замовлення на будівництво човна було віддане 5 червня 1941 року. Човен був закладений на верфі «Deutsche Werft» у Гамбурзі 6 серпня 1942 року під заводським номером 367, спущений на воду 17 березня 1943 року, 2 червня 1943 року увійшов до складу 4-ї флотилії. За час служби також входив до складу 10-ї та 33-ї флотилій. Єдиним командиром човна був капітан-лейтенант Пауль Юст.
За час служби човен зробив 3 бойових походи, в яких потопив 1 військовий корабель.
Потоплений 24 квітня 1945 року у Північній Атлантиці північно-західніше Азорських островів (43°53′ пн. ш. 40°07′ зх. д. / 43.883° пн. ш. 40.117° зх. д.) глибинними бомбами американських есмінців «Флагерті», «Нойнцер», «Чатлейн», «Варіан», «Хаббард», «Янсен», «Пілсбарі» та «Кейт». 26 членів екіпажу загинули, 33 врятовані.

## Потоплені та пошкоджені кораблі[3]
| Назва                 | Тип      | Належність | Дата           | Тоннаж (БРТ) | Вантаж | Статус    | Місце                                                       |
| «USS Frederick Davis» | есмінець | США        | 24 квітня 1945 | 1 200        |        | потоплено | 43°52′ пн. ш. 40°15′ зх. д. / 43.867° пн. ш. 40.250° зх. д. |